# 交響曲第2番 (ショスタコーヴィチ)
交響曲第2番 ロ長調『十月革命に捧げる』（じゅうがつかくめいにささげる、Посвящение Октябрю）作品14は、ドミートリイ・ショスタコーヴィチが作曲した2番目の交響曲である。

## 概要
この交響曲は1927年に国立出版（社）のアジトプロップ（アジプロ）局からの委嘱により「十月革命10周年記念日をたたえるため」作曲された。以前は「最初の混沌の状態から導きの力と意志の発展を描こうとした」が「革命という主題」を扱うには『能力も経験もなかった』ので「失敗」であった、というように評価されていたこともある。
当時の前衛的手法と合唱が用いられており、楽章構成を破棄した単一楽章の形式、無調・27声部におよぶウルトラ対位法などの技法が見られる。ソ連は前衛音楽を弾圧した国家として知られているが、スターリン体制のもとで「社会主義リアリズム」が推進される以前は、革命により新たな社会を建設しようという気運のもと、前衛的芸術活動が盛んであった（ロシア・アヴァンギャルド）。そのためロースラヴェツやヴィシネグラツキーなど、当時のロシアの前衛音楽や西欧の最新の音楽の動きが、ソ連の若手作曲家にも影響を与える土壌が存在した。
曲中にはいくつかのエピソードがちりばめられており、そのうちの一つではショスタコーヴィチがリティニー大通りで少年が殺されるのを見た際に抱いた個人的な印象の表明が試みられている。ここでは作品中最も重要なモティーフとしてショスタコーヴィチが1917年4月（11歳の時）に書いた「革命の犠牲者にささげる葬送行進曲」が引用されている（後に交響曲第12番の第2楽章、第4楽章に使用される）。
合唱は、曲の後半部分において、工場のサイレンとともに始まる。これを「労働者の勝利のモチーフ」と考える説もある（このサイレンは、作曲者自身による注記で、ホルンとトランペット、トロンボーンによるユニゾンに置き換えることができる）。歌詞は詩人アレクサンドル・ベズィメンスキーの詩から引用され、「革命前に虐げられていた大衆の苦しみ、革命に勝利した大衆の喜びとレーニンへの賛美」を表現し、曲の最後には、レーニンを称えるシュプレヒコールが持ち込まれているが、ショスタコーヴィチはこのベズィメンスキーの詩については「それらが好きではなく、単に嘲笑っていた。」と伝えられ「うんざりしている」と述べていた。
この曲は、革命10周年を記念するコンクールで第1位に選ばれ、また初演でも高く評価された。しかし1930年代以後のソ連では、当局が前衛音楽を弾圧する政策をとったため、ほとんど演奏されなかった。ロシア連邦成立後は当局の規制もなくなり、徐々に演奏回数が増えつつある。西側でも、レーニンを賛美する歌詞やその表題により、プロパガンダ音楽であるとして敬遠されたため、かつてはショスタコーヴィチの交響曲の中でもきわめて演奏頻度が低かった。ソ連崩壊後は前述のウルトラ対位法などの手法が注目され、演奏回数がロシア同様に増えつつある。ただし、混声四部合唱を必要とするため、管弦楽だけの曲に比べると演奏頻度が低くなることは否めない。

## 初演
1927年11月5日、ニコライ・マルコ指揮、レニングラード・フィルハーモニー交響楽団、レニングラード国立アカデミー・ア・カペラ合唱団

## 曲の構成
単一楽章からなる。演奏時間は約20分。
Largo（序奏）
大太鼓が最弱音で地響きのような音を立てる中、弦楽器が異なった音価をアイヴズのように同時に奏する。その永遠に続くような混沌とした響きは労働者の嘆きを表現しているように思われる。後半にトランペットが登場し、この場面の頂点を形作る。
Allegro - Poco meno mosso - Allegro molto
活気に溢れた場面へと切り換わる。ここでは作品中最も重要なモティーフ（後に第12番の第4楽章に使用される）が現れ、展開されて力強い行進の音楽が描かれる。
（フガート）
練習番号29以下は「ウルトラ対位法」とも呼ばれる 有名な27声によるフガートである。各声部はまったく規則性をもたず、調性も統一されていない多調の部分である。打楽器も入って複雑に発展し、金管楽器の参入によって異様な行進曲風の音楽に統一されてゆく。頂点で突如として祝典的なモチーフが登場し、急速に静まる。オペラ『鼻』にも同様の箇所が見られ、当時のロシア・アヴァンギャルドの特徴である。ジェルジ・リゲティの『ミクロポリフォニー』における音響作曲法のようなものではなく、旋律を主体としたものである。
Meno mosso
間奏曲風の物憂い場面である。序奏部やアレグロでのモチーフが浮かんでは消える。最後には独奏ヴァイオリンが高音域に消えてゆくが、突如としてサイレンに静寂を打ち破られる。
（合唱 - コーダ）
合唱のバス・パートが力強く歌い始めると、ただちに重厚な発展が加えられ、全音階的かつ壮大なポリフォニーが構築される。合唱はオーケストラの間奏を挟んで一気に歌い上げられ、前半に登場したモチーフも織り込んでクライマックスへ進む。合唱パートは『これこそ旗、これこそ生き生きとした世代の名称、10月、コミューン、そしてレーニン。』というシュプレヒコールで締めくくられる。

## 楽器編成
- 混声合唱
ソプラノ、アルト、テノール、バス
- 木管楽器
ピッコロ1、フルート2、オーボエ2、クラリネット2、ファゴット2
- 金管楽器
ホルン4、トランペット2、トロンボーン3、チューバ1
- 打楽器
ティンパニ、トライアングル、大太鼓、小太鼓、シンバル、グロッケンシュピール、サイレン（嬰ヘ。ない場合はホルン・トロンボーン・チューバで代用する）
- 弦楽器
第1ヴァイオリン、第2ヴァイオリン、ヴィオラ、チェロ、コントラバス